# Dissangis
Dissangis – miejscowość i gmina we Francji, w regionie Burgundia-Franche-Comté, w departamencie Yonne.
Według danych na rok 1990 gminę zamieszkiwało 87 osób, a gęstość zaludnienia wynosiła 12 osób/km² (wśród 2044 gmin Burgundii Dissangis plasuje się na 823. miejscu pod względem liczby ludności, natomiast pod względem powierzchni na miejscu 1096.).